# Том Костопулос
Том Костопулос (англ. Tom Kostopoulos; 24 січня 1979, м. Міссісога, Канада) — канадський хокеїст, правий/лівий нападник. Виступає за  у Національній хокейній лізі.
Виступав за «Лондон Найтс» (ОХЛ), «Вілкс-Барре/Скрентон Пінгвінс» (АХЛ), «Піттсбург Пінгвінс», «Манчестер Монаркс» (АХЛ), «Лос-Анджелес Кінгс», «Монреаль Канадієнс», «Кароліна Гаррікейнс», 
«Калгарі Флеймс» і «Нью-Джерсі Девілс». 
В чемпіонатах НХЛ — 630 матчів (61+96), у турнірах Кубка Стенлі — 16 матчів (3+2). В регулярному чемпіонаті Американської хокейної ліги — 722 (211+329), в плей-оф — 100 (23+51).